# Time Warner Center
Time Warner Center er en to-tårnsbygning i New York City. Bygningen blev opført i 2000 og måler en højde på 230 meter.
Bygningen ligger på grænsen mellem Midtown og Upper West Side på Manhattan. De samlede 2.600.000 m2 bliver benyttet som kontorlokaler, hvor blandt andre WarnerMedia huserer. CNNs bureau i New York City har til huse i netop denne bygning.
Time Warner Center var den første store bygning, der blev afsluttet på Manhattan efter den angrebet på tvillingetårnene i 2001, selv om den allerede var under opførelse på tidspunktet for angrebene, der også talte det amerikanske forsvarsministerium. Mens nogle Newyorkere mente, at der var en uhyggelig lighed mellem Time Warner Center og de faldne tvillingetårne, bygningens arkitekter har afvist enhver tilsigtet lighed. Bygningen blev åbnet i etaper i 2003.
Klokken lidt over 16:00 dansk tid den 24. oktober 2018 rømmede CNN sit kontor i ejendommen. Evakueringen skete som følge af en pakke med det, der formodes, er en rørbombe blev fundet adresseret til den tidligere CIA-direktør, John Brennan. Brennan er ikke ansat hos TV-stationen, men optræder jævnligt som kommentator på CNN's nyhedskanal. Flere andre bomber er også blevet sendt til tidligere præsident Barack Obama, tidligere præsidentkandidat og førstedame Hillary Clinton, Clintons mand og tidligere præsident Bill Clinton og andre kritikere af Præsident Donald Trumps regering. Trumps vicepræsident Mike Pence skriver på twitter: "Vi fordømmer det forsøgte angreb på tidl. præs. Obama, Clintonfamilien, CNN og andre. Disse kujonhandlinger er modbydelige og hører ikke hjemme i dette land. [...] De ansvarlige vil blive straffet". Præsident Trump har siden delt tweetet med ordene: "Jeg er helhjertet enig".

## Galleri
- Time Warner Center fra Columbus Circle
- Columbus Circle, fra atrium
- Udsigt fra den østlige side af Columbus Circle